# 國道站
國道站（日语：／ Kokudō eki */?）是位於神奈川縣橫濱市鶴見區生麥，屬於東日本旅客鐵道（JR東日本）鶴見線的鐵路車站。車站編號是JI 02。

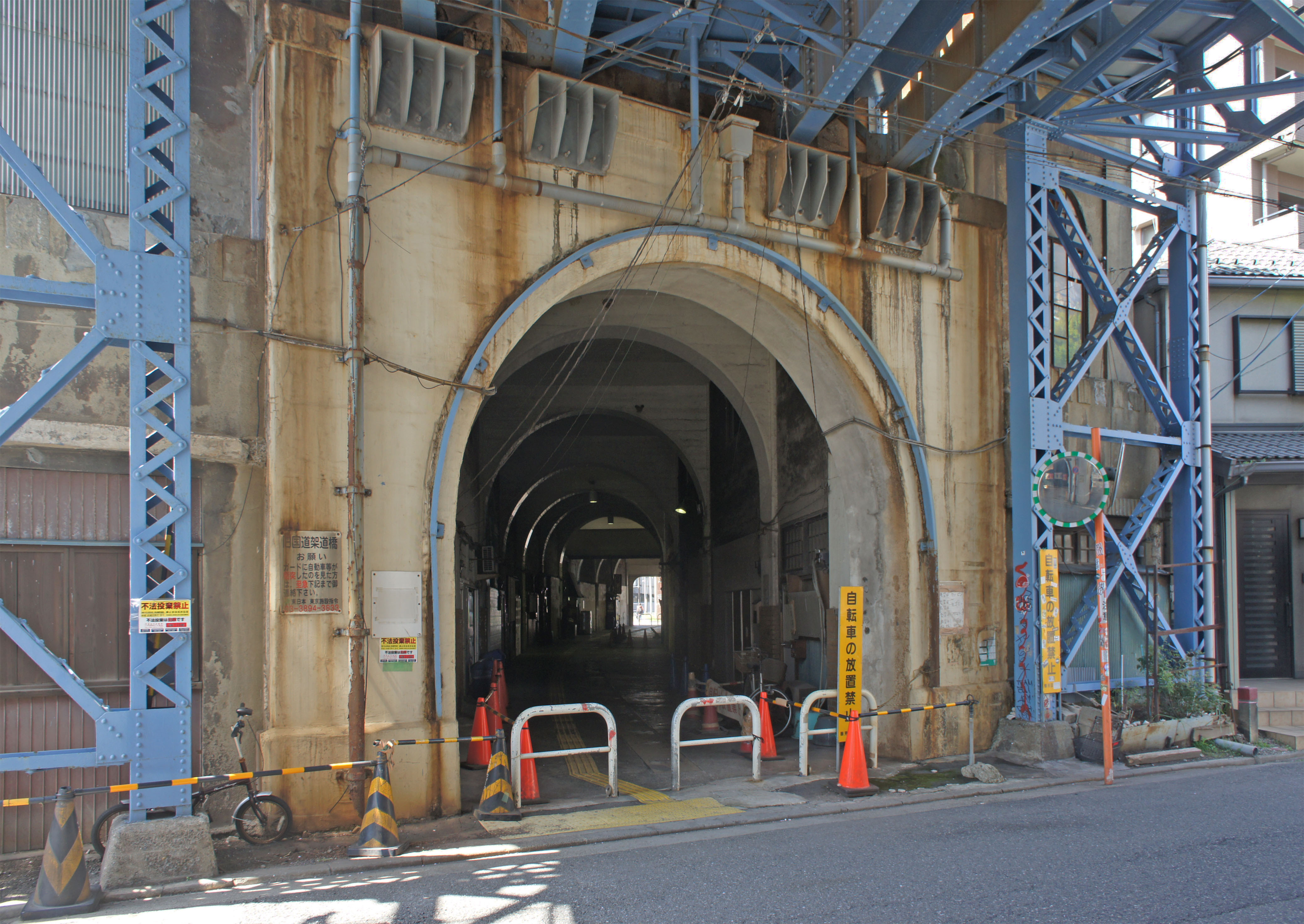
北口（2022年4月）

## 車站構造
本站為擁有相對式月台2面2線的高架站，鐵路高架橋下瀰漫著昭和時代的氣氛。站內設有簡易Suica剪票機。由於月台是彎曲的，列車與月台間會有縫隙，當列車進站時會響起警報聲。本站根據JR的特定都區市內制度屬於「橫濱市內」的車站。

### 月台配置
| 月台 | 路線   | 方向 | 目的地                                       |
| ---- | ------ | ---- | -------------------------------------------- |
| 1    | 鶴見線 | 下行 | 弁天橋、淺野、濱川崎、扇町、海芝浦、大川方向 |
| 2    | 鶴見線 | 上行 | 鶴見方向                                     |

（來源：JR東日本:車站構內圖 （页面存档备份，存于））

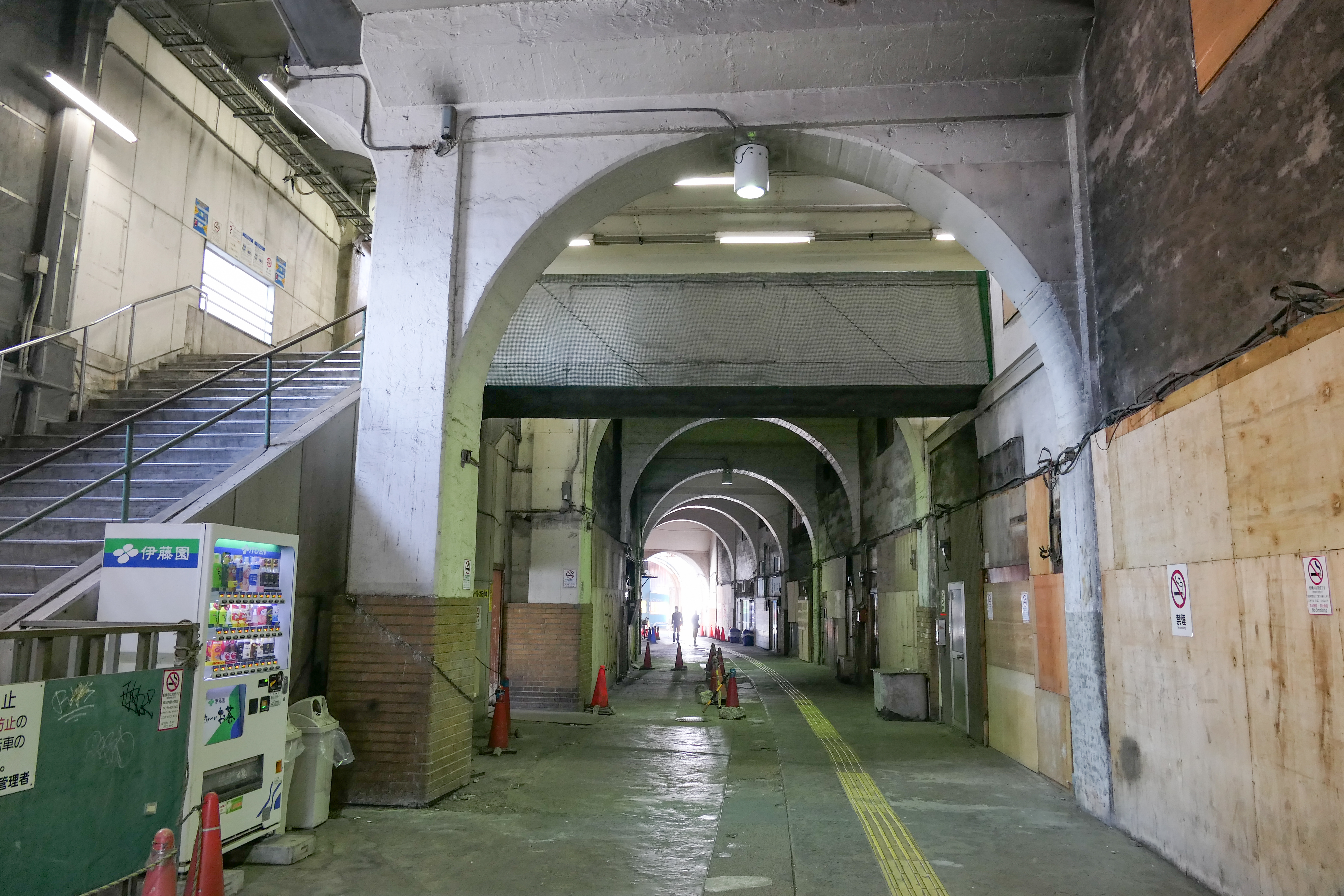
車站內部（2023年5月）
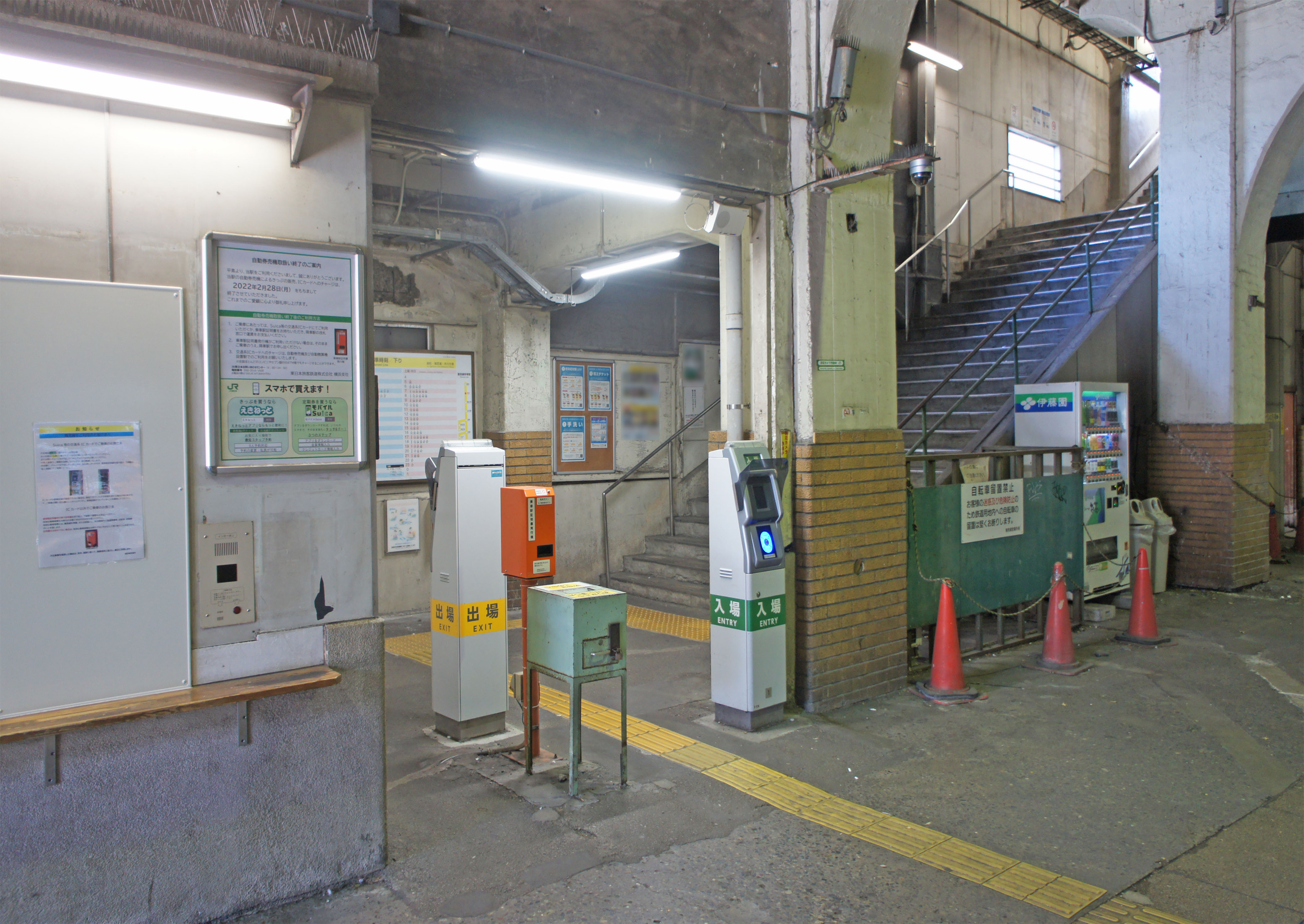
驗票閘口（2022年4月）
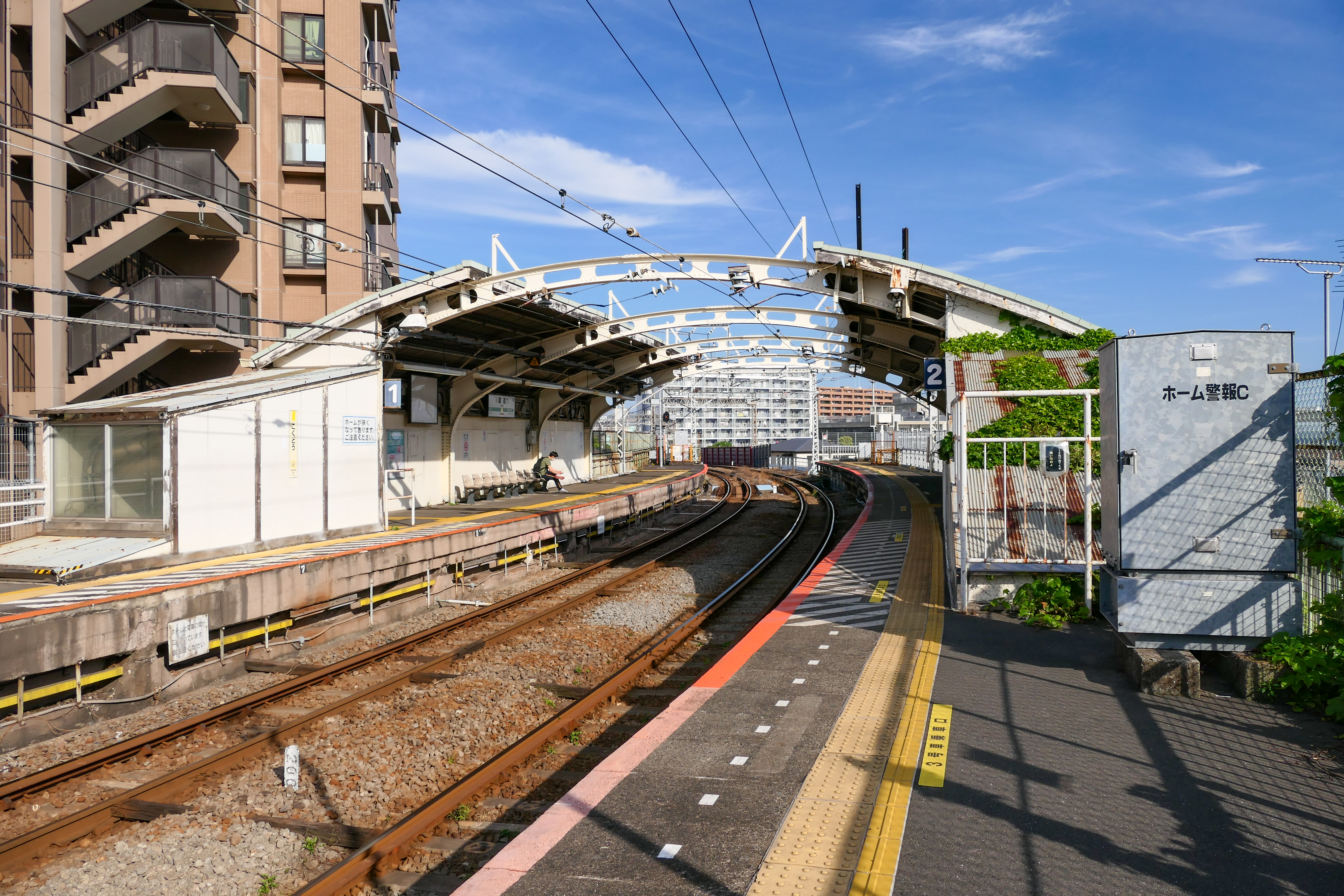
月台（2023年5月）

## 使用情況
2008年度的1日平均上車人次為1,539人。因為是無人站，2009年度以後不再發表上車人次。
近年的1日平均上車人次推移如下表。
| 年度               | 1日平均 上車人次 |
| ------------------ | ---------------- |
| 1991年（平成03年） | 1,388            |
| 1992年（平成04年） | 1,415            |
| 1993年（平成05年） | 1,473            |
| 1994年（平成06年） | 1,449            |
| 1995年（平成07年） | 1,477            |
| 1996年（平成08年） | 1,497            |
| 1997年（平成09年） | 1,523            |
| 1998年（平成10年） | 1,571            |
| 1999年（平成11年） | 1,577            |
| 2000年（平成12年） | 1,545            |
| 2001年（平成13年） | 1,494            |
| 2002年（平成14年） | 1,507            |
| 2003年（平成15年） | 1,494            |
| 2004年（平成16年） | 1,491            |
| 2005年（平成17年） | 1,478            |
| 2006年（平成18年） | 1,513            |
| 2007年（平成19年） | 1,532            |
| 2008年（平成20年） | 1,539            |

## 車站周邊
- 國道15號
- 花月園競輪場（自行車競技場）
- 京急本線花月總持寺站 - 步行約5分鐘

### 路線巴士
國道站前（國道15號徒歩）
- 橫濱市交通局（橫濱市營巴士）
  - <17,19> 鶴見站前
  - <18> 矢向站前（鶴見站前經由）
  - <17> スカイウォーク前、大黑海づり公園
  - <17> 生麥（L8投錨處經由） ※只有平日和星期六
  - <17> 流通中心、大黑海づり公園（流通中心經由） ※只有平日晨昏
  - <17> 横浜さとうのふるさと
  - <18> 生麥
  - <19> 新子安站前（寶町經由）

## 歷史
- 1930年（昭和5年）10月28日 - 鶴見臨港鐵道的站開業（只有旅客營業）。
- 1943年（昭和18年）7月1日 - 鶴見臨港鐵道線的國有化、國鐵鶴見線的站。
- 1971年（昭和46年）3月1日 - 無人站化。
- 1987年（昭和62年）4月1日 - 國鐵分割民營化成為東日本旅客鐵道站。

## 站名的由来
鶴見線和第一京濱國道（國道15號、開業當時的國道1號）在交叉點上，因此命名。

## 其他
- 1949年（昭和24年）的黑澤明電影作品《野良犬》為首，現在屢次作為電影、電視劇的外景拍攝地，也有高架橋下瀰漫異樣氣氛的車站被介紹的事。

- 從照片也能看出來每棟建築物正面和右邊的中間（正好是行人信號右側）外壁的凹凸，是由於戰爭中美軍機槍掃射的彈痕。

- light公司發售的電腦遊戲《潮風の消える海に》主要以鶴見線海芝浦支線為舞台，國道站也成為重要的舞台之一。

## 相鄰車站
東日本旅客鐵道（JR東日本）
 鶴見線
鶴見（JI 01）－國道（JI 02）－鶴見小野（JI 03）
1943年往鶴見站方向曾有本山站存在。

## 外部連結
- 車站資訊（國道）：東日本旅客鐵道